# Izmajlovo (stanice Moskevského centrálního okruhu)
Izmajlovo (rusky Измайлово) je stanice na Moskevském centrálním okruhu. Zde je možné přestoupit na stanici Partizanskaja na Arbatsko-Pokrovské lince moskevského metra. Je nazvána po čtvrti, ve které se částečně nachází.

## Charakter stanice
Stanice Izmajlovo se nachází na hranici čtvrtí Izmajlovo a Sokolinaja Gora mezi ulicemi Okružnoj projezd (Окружной проезд) a Severo-vostočnaja chorda (Северо-восточная хорда) na sever od jejich křížení s Tkackou ulicí (Ткацкая улица).
Stanice se nachází na vysokém náspu, vestibul se nachází pod úrovní dvou bočních nástupišť. Východy z vestibulu směřují do obou sousedních ulic, k přístupu na stanici metra slouží pěší přechod nad Severo-vostočnou chordou a Vernisažnou ulici (Вернисажная улица). U hrany nástupiště blíže k Okružnému projezdu zastavují vlaky, které jedou ve směru hodinových ručiček, u nástupiště blíže Severo-vostočné chordě zastavují vlaky, které jedou naopak.